# Wielka księżna Gerolstein

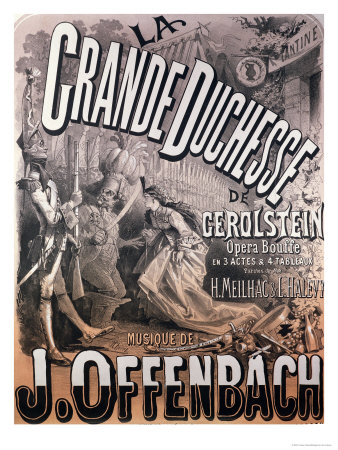
Afisz teatralny

Wielka księżna Gerolstein (także Wielka księżna de Gerolstein, fr. La Grande-Duchesse de Gérolstein) – operetka Jacques’a Offenbacha w dwóch aktach. Libretto zostało napisane przez Henriego Meilhaca i Ludovica Halévy’ego. Prapremiera odbyła się w Paryżu w dniu 12 kwietnia 1867.

## Treść
Tytułową bohaterką jest księżna Henrietta von Gerolstein zaręczona z księciem Pawłem, lecz zakochana bez pamięci w prostym rekrucie Fritzu. W ciągu krótkiej sceny Fritz zostaje przez księżną awansowany na kaprala, porucznika, kapitana i wreszcie - na generała z pominięciem naczelnego wodza armii Gerolsteinu - generała Buma. Generał Fritz (dzięki pijaństwu wroga) wojnę wygrywa! Wówczas księżna dowiaduje się, że jest on zakochany w wiejskiej dziewczynie - Wandzie. Degraduje go więc z powrotem do rekruta i pada w ramiona dawnego narzeczonego. Generał Bum odzyskuje dawną rangę. Fritz może natomiast poślubić ukochaną Wandę.

## Adaptacja
W miarę upływu utwór tracił na aktualności, stąd był grywany coraz częściej w adaptacjach luźno nawiązujących do oryginału. Dużą popularność zyskała adaptacja autorstwa niemieckiego dramaturga, Ottona Schneidereita. W tej wersji zachowany jest wątek nieodwzajemnionej miłości księżnej do prostego rekruta, jednak całość fabuły osnuta jest wokół zamiany prawdziwej księżnej na szansonistkę, Henriettę Traps.

## Wielka księżna Gerolsteinw Polsce
Premiera polska odbyła się w Krakowie 11 kwietnia 1874. W okresie powojennym w Polsce przez wiele lat grywana była jedynie adaptacja Ottona Schneidereita (libretto przeł. Roman Niewiarowicz i Artur Tur).
W 2016 r. w Teatrze Muzycznym w Łodzi odbyła się premiera oryginalnej wersji Wielkiej księżnej Gerolstein (reż. Piotr Bikont, libretto przeł. Andrzej Ozga).

## Cenzura
Z uwagi na konotacje polityczne utwór budził zastrzeżenia cenzury:
- po wojnie francusko-pruskiej Wielka księżna Gerolstein została zdjęta z afisza jako utwór antyfrancuski,
- cenzura PRL nie zezwalała na wystawiania Wielkiej księżnej Gerolstein w Warszawie ze względu na domniemane aluzje do Katarzyny II Wielkiej.[1][4]